# Prato Carnico
Prato Carnico (friuli nyelven Prât) település Olaszországban, Friuli-Venezia Giulia régióban, Udine megyében. Lakosainak száma 843 fő (2023. január 1.). Prato Carnico Comeglians, Forni Avoltri, Rigolato, Sappada, Sauris, Vigo di Cadore és Ovaro községekkel határos.

## Népesség
A település népességének változása:
| Lakosok száma | 896  | 898  | 843  |
|               | 2017 | 2018 | 2023 |